# Étienne-Jean Augier
Étienne Jean Augier est un homme politique français né le 15 janvier 1735 à Cognac (Charente) et mort le 20 juillet 1826 dans la même ville.

## Biographie
Étienne-Jean Augier est le fils de Philippe Augier, négociant en eau-de-vie (Augier (de)), créateur de la faïencerie de Cognac, et de Françoise Marie Brunet du Bocage. Il est le cousin de Philippe Augier de La Sauzaye et le gendre de Jean Martell.
Négociant en eau-de-vie à Cognac, il est député du tiers état aux États généraux de 1789 pour le bailliage d'Angoulême. Bien que protestant, il n'embrasse pas les idées de la Révolution et siège à droite.
Il reçoit des lettres de noblesse en 1814, sous la Restauration.

## Distinction
- Chevalier de la Légion d'honneur le 24 septembre 1814[1].

## Sources
1. ↑  « Augier Étienne-Jean », sur Base Léonore.

- « Étienne-Jean Augier », dans Adolphe Robert et Gaston Cougny, Dictionnaire des parlementaires français, Edgar Bourloton, 1889-1891 [détail de l’édition].